# Cooking Mama (videojuego)
Cooking Mama es un videojuego recopilatorio de minijuegos de simulación de cocina para Nintendo DS, que luego fue porteado a iOS como Cooking Mama: Lets Cook! en 2015. Fue desarrollado por Office Create y publicado por Taito, Majesco Entertainment y 505 Games. Recibió el premio «Mejor de la E3» de IGN en 2006. Es el comienzo de la serie Cooking Mama, con 4 títulos principales más en DS y Nintendo 3DS, dos spin-offs en Wii y un spin-off en 3DS. También se deriva en la serie Gardening Mama. Para títulos posteriores de la serie, los distribuidores y Office Create se unieron para formar Cooking Mama Limited, que se creó exclusivamente para desarrollar la serie Cooking Mama.

## Jugabilidad
En Cooking Mama, el jugador tiene la tarea de cocinar varias comidas usando la pantalla táctil del dispositivo. Siguiendo las instrucciones de «Mamá» que da título al juego, el jugador utilizará el lápiz o el dedo para realizar distintas tareas de cocina como cortar verduras, cortar carne, dar la vuelta a la comida en las sartenes y colocar los elementos finales en el plato. La versión del juego para iOS también aprovecha el acelerómetro de sus dispositivos con una jugabilidad similar a la de Cooking Mama: Cook Off. Cada una de estas tareas se realiza completando un minijuego que suele durar menos de 10 segundos. La estructura del juego consiste en que el jugador avance a través de una serie de minijuegos cortos. El juego cuenta con un total de 96 platos diferentes.
Cada minijuego representa una actividad diferente en la preparación de la comida, como mezclar, freír o picar los ingredientes proporcionados. La mecánica del minijuego en sí va desde dibujar rápidamente líneas paralelas para picar los elementos hasta un juego de ritmo en el que se añaden ingredientes a una sartén o se ajusta el calor en el momento preciso. En muchos casos, los jugadores deberán mirar la pantalla superior de la DS para obtener orientación sobre qué hacer a continuación y luego realizar la tarea en la pantalla inferior. Si el jugador comete un error grave o se agota el tiempo sin que haya realizado el progreso suficiente, ese paso en el proceso de cocción se considera un fracaso. Cuando esto sucede, se muestra un gráfico de una «mamá» enojada con llamas saliendo de sus ojos, junto con el mensaje «¡No te preocupes, mamá lo arreglará!».
Para completar un plato, se podrá necesitar jugar un minijuego o hasta una docena. El desempeño del jugador se califica cuando se termina cada plato, según el resultado promedio de cada minijuego. Dependiendo de la puntuación final, el juego puede otorgar al jugador una medalla de bronce, plata u oro. La medalla más alta obtenida por cada plato se registrará y se mostrará junto a cada elemento en la pantalla de selección.

## Modos de juego

### Let's Cook
El modo de juego principal en el que los jugadores cocinan platos. Los jugadores comienzan inicialmente con solo unas pocas recetas simples para elegir, con recetas adicionales que se desbloquearán a medida que se dominen las anteriores. Cada receta requerirá que los jugadores jueguen un minijuego corto y cronometrado para cada ingrediente o grupo de ingredientes. Por ejemplo, para hacer un sándwich el jugador primero deberá cortar un pepino en rodajas antes de que termine el tiempo límite.
Al cocinar una receta que ya domine, el jugador a veces tendrá la opción de cambiar el plato que se está preparando «sobre la marcha» entre dos minijuegos. Si se completa, esta nueva receta se desbloqueará para jugar en el futuro.
El jugador también tiene la opción de practicar una receta.

### Let's Combine
En este modo, los jugadores pueden tomar las recetas que se han desbloqueado y combinarlas para hacer algo nuevo. Por ejemplo, la receta de «Huevos fritos» se puede combinar con la receta de «Arroz» para hacer un plato principal.

### Use Skill
En este modo, los jugadores ponen a prueba sus habilidades para pelar, guisar, desgarrar y más. El jugador obtendrá una clasificación al final de cada tarea.

## Recepción
La versión de DS recibió críticas «medias» de acuerdo con el sitio web agregador de reseñas Metacritic. En Japón, Famitsu le dio una puntuación de cuatro sietes para un total de 28 de 40.
411Mania le dio una puntuación de 7,5 de 10 diciendo que «A $19,99 esto hace otro título de calidad y asequible para la biblioteca de Nintendo DS». Detroit Free Press también le dio una puntuación de tres estrellas de cuatro, llamándolo «un juego que se juega mejor en pequeñas ráfagas. Es perfecto para esperar en la cola o durante los viajes por carretera». Sin embargo, The Sydney Morning Herald le dio una puntuación de tres estrellas de cinco y dijo que era «muy divertido, pero poco probable que satisfaga tu apetito de juego».
El Cooking Mama original vendió más de 500.000 copias en los Estados Unidos para el 15 de agosto de 2007, y vendió más de 1 millón de copias en las regiones PAL. Recibió un premio de ventas «Doble Platino» de la Asociación de Entertainment and Leisure Software Publishers Association (ELSPA), lo que indica ventas de al menos 600.000 copias en el Reino Unido.
Desde el 30 de enero de 2008, la serie Cooking Mama ha vendido más de 2,6 millones de copias en todo el mundo. Majesco también le atribuyó, entre otros juegos, un aumento en los ingresos a principios de 2007. Para mayo de 2009, se vendieron más de cuatro millones de copias de la serie en Norteamérica. Se descubrió que Miley Cyrus era una gran fanática del juego, e incluso ganó una gran cantidad de fanáticos debido a lo mucho que lo disfruta.

### Crítica
El grupo de bienestar animal People for the Ethical Treatment of Animals (PETA) creó un juego Flash titulado Cooking Mama: Mama Kills Animals destinado tanto a criticar el uso de recetas con carne en el videojuego como fomentar el veganismo. Los creadores de Cooking Mama respondieron a PETA en un comunicado de prensa afirmando que «nunca pondría rata en mi ratatouille», e indicaron que no todas las recetas de Mamá están hechas con carne. PETA declaró que estaban contentos con el lanzamiento de Gardening Mama, un spin-off de la serie.